# Julita landskommun
Julita landskommun var en tidigare kommun i Södermanlands län.

## Administrativ historik
Den 1 januari 1863, när kommunalförordningarna började tillämpas, skapades över hela riket cirka 2 500 kommuner, varav 89 städer, 8 köpingar och resten landskommuner. Då inrättades i Julita socken i Oppunda härad i Södermanland denna kommun.
1952 genomfördes den första av 1900-talets två genomgripande kommunreformer i Sverige. Då bildade Julita "storkommun" genom sammanläggning med den tidigare kommunen Österåker (ej att förväxla med nuvarande Österåkers kommun i Stockholms län).
1971 upplöstes Julita kommun, varvid Julita församling gick Katrineholms kommun och Österåkers församling gick till Vingåkers kommun.

### Kyrklig tillhörighet
I kyrkligt hänseende tillhörde kommunen Julita församling. Den 1 januari 1952 tillkom Österåkers församling.

## Kommunvapnet
Blasonering: Sköld, kluven av guld, vari en grön ek, och av grönt, vari övre delen en abbotstav av guld.

## Geografi
Julita landskommun omfattade den 1 januari 1952 en areal av 229,60 km², varav 207,77 km² land. Efter nymätningar och arealberäkningar färdiga den 1 januari 1961 omfattade landskommunen samma datum en areal av 230,63 km², varav 209,98 km² land.

### Tätorter i kommunen 1960
I Julita landskommun fanns tätorten Äsköping, som hade 266 invånare den 1 november 1960. Tätortsgraden i kommunen var då 9,5 procent.

## Politik

### Lista över Julita kommunalnämnds ordförande
| Namn           | Från | Till |
| -------------- | ---- | ---- |
| Elisabeth Tamm | 1916 | ?    |

### Mandatfördelning i valen 1946–1966
| 13 | 6 | 6 |

| 22 |

| 16 | 9 | 8 | 2 |

| 30 | 5 |

| 15 | 8 | 8 | 4 |

| 26 | 9 |

| 15 | 10 | 6 | 4 |

| 30 | 5 |

| 15 | 9 | 7 | 4 |

| 31 |

| 14 | 11 | 6 | 4 |

| 30 | 5 |